# Taeniophallus
Genre
Taeniophallus est un genre de serpents de la famille des Dipsadidae.

## Répartition
Les espèces de ce genre se rencontrent en Amérique du Sud.

## Liste des espèces
Selon The Reptile Database (29 août 2013) :
- Taeniophallus affinis (Günther, 1858)
- Taeniophallus bilineatus (Fischer, 1885)
- Taeniophallus brevirostris (Peters, 1863)
- Taeniophallus nebularis Schargel, Rivas & Myers, 2005
- Taeniophallus nicagus (Cope, 1868)
- Taeniophallus occipitalis (Jan, 1863)
- Taeniophallus persimilis (Cope, 1869)
- Taeniophallus poecilopogon (Cope, 1863)
- Taeniophallus quadriocellatus Santos, Di-Bernardo & de Lema, 2008

## Publication originale
- Cope, 1895 "1894" : The classification of the ophidia. Transactions of the American Philosophical Society, vol. 18, p. 186-219 (texte intégral).